# Are You Experienced
Are You Experienced je debutové album skupiny Jimi Hendrix Experience. Bylo vydáno roku 1967, a stalo se prvním LP nové společnosti Track Records. Album je zvýrazněno Hendrixovými základy R&B, psychedelií a hrou na elektrickou kytaru s využitím zpětné vazby, což Hendrixe a jeho skupinu odstartovalo jako nové mezinárodní hvězdy.
Jeden z nejúžasnějších debutů v dějinách rocku. Jimi Hendrix zde spojil řadu různých vlivů a vytvořil moderní psychedelický zvuk vycházející z rocku, blues, popu a soulu. Dokázal skvěle skloubit to nejlepší z hudebních tradic na obou stranách Atlantiku – cit pro soul, blues a R&B s britskou kytarovou školou založenou takovými inovátory jako byli Jeff Beck, Pete Townshend nebo Eric Clapton – a povýšil je na novou úroveň. Posluchače samozřejmě v první řadě uchvátí jeho kytarová hra plná zpětných vazeb, elektrizujících riffů i průzračných melodií. Co píseň, to vybroušený klenot. Ať už máme na mysli psychedelické výlety typu "Foxey Lady" nebo "Manic Depression", instrumentální jam "Third Stone From the Sun" nebo bluesovou záležitost "Red House", každá z nich dokazuje jeho obrovský hudební, skladatelský i pěvecký talent. Chybou by však bylo připisovat veškeré zásluhy pouze Hendrixovi. Toto album je mimořádné také proto, že se k Hendrixově neoddiskutovatelnému talentu přidala vysoce výkonná rytmická sekce Mitche Mitchella a Noela Reddinga, kteří měli cit pro hudební nápady svého kapelníka a dokázali je skvěle doplnit. Část písní z tohoto alba patří k tomu nejlepšímu, co kdy Hendrix nahrál, a v mnoha ohledech se mu debut nepodařilo nikdy překonat.
Album Are You Experienced je pravidelně citováno jako jedno z největších v rockové historii. Televize VH1 ho roku 2001 umístila jako páté největší album všech dob. Roku 2003 dosáhlo 15. příčky v žebříčku 500 greatest albums of all time od časopisu Rolling Stone. Také je obsaženo v knize 1001 Albums You Must Hear Before You Die.

## Seznam skladeb
Všechny skladby napsal Jimi Hendrix, krom uvedených výjimek.
Původně bylo vydáno jako mono a "rozšířené stereo" (falešné stereo německého Polydoru z mono efektu)

### UK & zbytek světa (mimo USA & Kanadu)
Strana 1
1. "Foxy Lady" – 3:22
2. "Manic Depression" – 3:46
3. "Red House" – 3:53 (mono)
4. "Can You See Me" – 2:35
5. "Love or Confusion" – 3:17
6. "I Don't Live Today" – 3:58

Strana 2
1. "May This Be Love" – 3:14
2. "Fire" – 2:47
3. "3rd Stone from the Sun" – 6:50
4. "Remember" – 2:53
5. "Are You Experienced" – 4:17

### USA & Kanada (jen) kompilace
Mono LP byla zmixována původně, stereo mix mělo několik vydání a dodatečné vokály
1. "Purple Haze" – 2:46 (druhý singl a-side, 1967)
2. "Manic Depression" – 3:30
3. "Hey Joe" (Billy Roberts) – 3:23 (1966 debutový singl a-side)
4. "Love or Confusion" – 3:15
5. "May This Be Love" – 3:14
6. "I Don't Live Today" – 3:55
7. "The Wind Cries Mary" – 3:21 (třetí singl a-side, 1967)
8. "Fire " – 2:34
9. "Third Stone from the Sun" [sic] – 6:40
10. "Foxey Lady" [sic] – 3:15
11. "Are You Experienced" – 3:55

### Alan Douglas re-master CD Bonus
1. "Hey Joe" (Billy Roberts) – 3:34
2. "Stone Free" – 3:39
3. "Purple Haze" – 2:54
4. "51st Anniversary" – 3:18 (mono)
5. "The Wind Cries Mary" – 3:24
6. "Highway Chile" – 3:35 (mono)

### Experience Hendrix/MCA re-release CD Bonus
1. "Stone Free" – 3:41
2. "51st Anniversary" – 3:19 (mono)
3. "Highway Chile" – 3:36 (mono)
4. "Can You See Me" – 2:34
5. "Remember" – 2:51
6. "Red House" – 3:57 (mono)

## Sestava
- Jimi Hendrix – kytara, zpěv, hlas "Star Fleet" ve skladbě "3rd Stone from the Sun"
- Noel Redding – baskytara, doprovodný zpěv
- Mitch Mitchell – bicí, doprovodný zpěv
- Chas Chandler – hlas "Scout Ship" ve skladbě "3rd Stone from the Sun"

## Produkce
- Producent: Chas Chandler
- Režie: Eddie Kramer, Dave Siddle, Mike Ross
- Fotografie: Bruce Fleming (UK & Svět), Karl Ferris (USA)
- Návrh obalu: Bruce Fleming? (UK & Svět), Karl Ferris? (USA)
- Poznámky na obalu: Dave Marsh

- Remastering supervisor: Janie Hendrix, John McDermott, Jr.
- Remastering: Eddie Kramer, George Marino